# History of modern
History of modern is een studioalbum van Orchestral Manoeuvres in the Dark (OMD).

## Geschiedenis
Het was hun eerste studioalbum sinds 1996 (Universal). De titel werd aangereikt door Andy McCluskey na een bezoek aan een museum waar een tentoonstelling draaide The history of modernism. De titel is ook een verklaring van de muziek die op het album gespeeld wordt. OMD greep terug naar de stijl uit hun beginperiode, dansbare muziek met veel synthesizers met een wat melancholieke inslag. Bij uitgifte van Orchestral manoeuvres in the dark was er sprake van een nieuwigheid, maar anno 2011 is het geschiedenis.
Het album werd op 20 september 2010 uitgegeven in Europa en een week later in de Verenigde Staten. De muziek voor het album was al enige tijd voorhanden. Bij de reünie van OMD waren sommige tracks al in demostaat, anderen zijn weer een bewerking van zere vroeg materiaal.

## Musici
- Andy McCluskey – zang, toetsinstrumenten en basgitaar
- Paul Humphreys – zang, toetsinstrumenten
- Martin Cooper – saxofoon, toetsinstrumenten
- Malcom Holmes – slagwerk

Met
- Mike Gould – percussie op 1
- Jessica Stovely-Taylor, Jessica Samuel, Monika Blomeid – achtergrondzang op 3
- Jennifer John, Lucy Styles – achtergrondzang op 5
- Doreen Edwards – achtergrondzang op 8
- Shirley Rakahaim, Anna Ord, Abigail Clancy – achtergrondzang op 10
- Hannah Peel – orgel en zang op 12

## Muziek
Alhoewel uitgegeven in het compact disc tijdeperk gaf het album toch een splitsing in kant A en kant B

| Nr. | Titel                            | Duur |
| --- | -------------------------------- | ---- |
| 1.  | New babies, new toys (OMD)       | 3:52 |
| 2.  | If you want it (OMD, Carmen)     | 4:45 |
| 3.  | History of modern (part 1) (OMD) | 4:41 |
| 4.  | History of modern (part 2) (OMD) | 4:13 |
| 5.  | Sometimes (OMD)                  | 3:46 |
| 6.  | RFWK (OMD)                       | 3:46 |
| 7.  | New holy ground (OMD)            | 3:42 |

| Nr. | Titel                                         | Duur |
| --- | --------------------------------------------- | ---- |
| 8.  | The future, the past, and forever after (OMD) | 4:52 |
| 9.  | Sister Marie says (OMD)                       | 4:00 |
| 10. | Pulse (OMD, Remee, Tennant, Cutfather, Joe)   | 3:42 |
| 11. | Green (OMD, Stuart Kershaw)                   | 4:17 |
| 12. | Bondage of fate (OMD,Hanna Peel)              | 4:06 |
| 13. | The right side? (OMD, Leonard, Baker)         | 8:20 |

### Aanvulling
- 5: Op Sometimes is Jennifer John te horen, die in het verleden ook zong bij The Listening Pool, de band die als voortzetting gold van OMD na de breuk in 1989;
- 6: RFWK is een hommage aan Kraftwerk (Ralf Hütter, Florian Scheider, Wolfgang Flür en Karl Bartos
- 7: New Holy Ground was al klaar in 2008 om uitgegeven te worden op den EP, maar dat albumpje is nooit verschenen;
- 8: The future, the past, and forever after zou onder de titel Wheels of steel verschijnen op Sugar tax
- 9: Sister Marie says was al klaar in 1981 en zou verschijnen op Universal maar bleef op de plank liggen;
- 10: Pulse bevat een sample uit Pulse van Brother and Sister en werd mede ingespeeld door musici uit Genie Queen waaronder Abigail Clancy
- 12: Bondage of fate bevat een sample uit Organ song van Hanna Peel
- 13: The right side? bevat een sample uit Komputers Looking down on London en heeft een opzet die gelijk is aan Kraftwerks Europe endless
- -: Save me zou op dit album verschijnen, maar werd alleen op de Amerikaanse versie bijgeperst.

## Hitnoteringen
Het album verkocht bijzonder goed in Duitsland, alwaar het een vijfde plaats haalde. In Nederland haalde het slechts een week de Album Top 100, in de week van 25 september 2010 haalde het de 97e plaats. In Vlaanderen haalde het de top 50 niet, in Wallonië wel een bescheiden notering (hoogste plaats 74). In het Verenigd Koninkrijk haalde het in de week van 2 oktober 2010 bij binnenkomst de 28e plaats, daarna verdween het album weer (ter vergelijking, hun experimentele album Dazzle Ships stond daar 13 weken met hoogste plaats 5 in de lijst).

## Singles
Van het album werd ook een aantal singles uitgegeven, die noch in Nederland, noch in België en noch in Engeland de hitparades niet haalden:
- If you want it met Alone dan wel Idea 1
- Sister Marie says met The grand deception dan wel met History of modern (part three and four)
- History of modern (part one)

## Hoes
Het hoesontwerp was van Paul Saville, die eerder voor Factory Records werkte en hoezen ontwierp voor bijvoorbeeld Joy Division en New Order.